# Geografie Mongolska

Území dnešního Mongolska

Území Vnitřního Mongolska v Číně

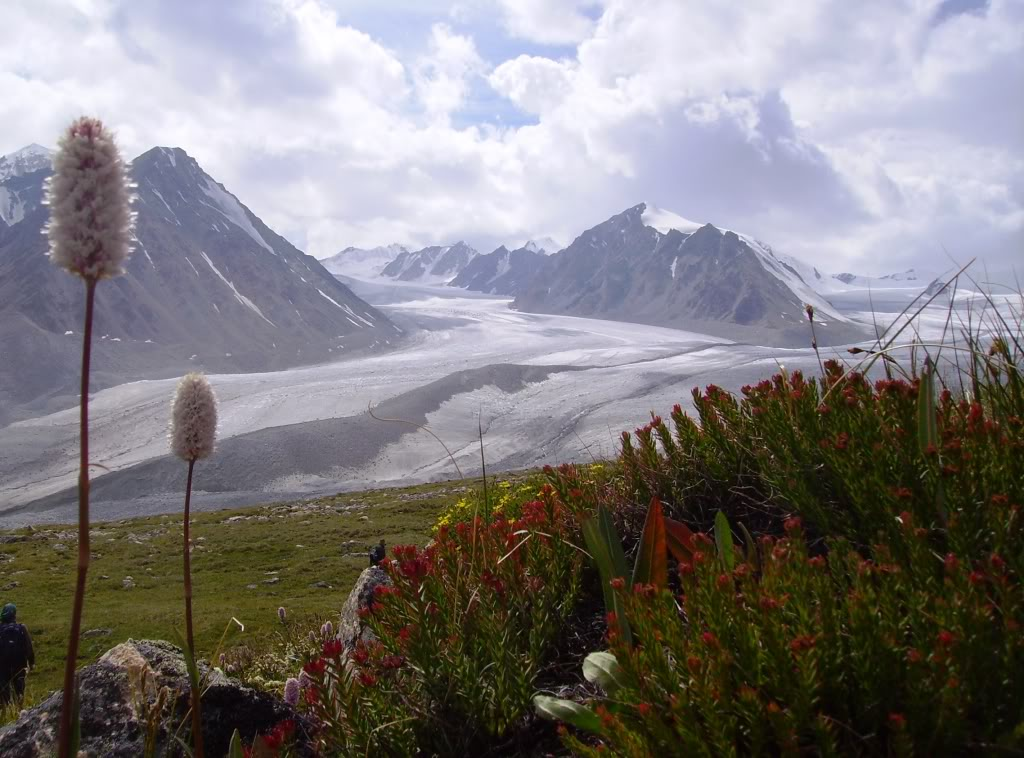
Tavan Bogd uul, horský masiv v západní části Mongolska

Geografie Mongolska zahrnuje území dnešního mongolského státu s rozlohou 1 564 116 km2, rozlohou je Mongolsko na 19. místě na světě, a Vnitřní Mongolsko je autonomní oblast v Čínské lidové republice s rozlohou 1 218 698 km2. Historické pojetí Vnějšího Mongolska pokrývá přibližně území dnešního nezávislého mongolského státu. V kontrastu s rozlohou má země početně malou populaci, která je v současnosti 3 068 243 osob, což představuje hustotu zalidnění 1,96 obyvatel na km2. Mongolsko je v současnosti nejřidčeji osídlená země na světě. Naproti tomu čínské Vnitřní Mongolsko má hustotu osídlení 20,51 obyvatel na km2.
V hlavním městě Ulánbátaru žije v současnosti 1 380 792 obyvatel, což představuje 45 % populace Mongolska. Všechna ostatní města jsou daleko menší, mají méně než 100 000 obyvatel. Některá města jsou relativně nová: v roce 1974 byl založen Erdenet, druhé největší město, kvůli těžbě mědi. Třetí největší město Darchan bylo založeno v roce 1961 jako průmyslová lokalita. Vnitřní Mongolsko má kolem 25 milionů obyvatel, v hlavním městě Chöch chot v roce 2010 žilo 2 866 615 obyvatel, zhruba dvakrát tolik jako v Ulánbátaru.

## Geologie
Důležitým rysem Mongolska je vysoká nadmořská výška, třetinu země zabírají velehory, průměrná výška Mongolska je přibližně 1 580 metrů nad mořem. V západní části země, na hranicích s Čínou, se nachází v Altaji  nejvyšší hora země Chüjten s nadmořskou výškou 4 374 metrů. V jeho blízkosti se nachází také Potaninův ledovec s délkou 14 km, rozlohou největší v Mongolsku, ale v důsledku současné změny klimatu se vůči minulosti výrazně zmenšil. V roce 1970 bylo v Altaji 36 ledovců o celkové rozloze 160 km2. Potaninův ledovec měl tehdy délku 20 km. Mongolská část pohoří, kde se nachází ledovec, je chráněna národním parkem Altai Tavan Bogd s rozlohou 6 362 tisíc km2. Zde jsou jezera Choton núr (50 km2), Chorgon núr a Dajan núr (67 km2). Mongolská plošina je oblastí velmi bohatou na přírodní zdroje. Těží se zejména uhlí, ale i diamanty, dolomit, železné rudy, fluorit, zlato, měď, molybden, fosforit, stříbro, křemičitany, wolfram, uran, zinek a cín , stejně jako různé vzácné zeminy. Jsou zde též naleziště ropy a zemního plynu. Ropa má vysoký obsah parafínu. Těžba přírodních zdrojů se vyznačuje velkým znečištěním životního prostředí.

## Hydrologie
Rozloha vodních ploch se odhaduje na 10 560 km2 a vzhledem k rozloze mongolské státu je příliš nízká. Počet jezer je velmi vysoký a v zimě na dlouhou dobu zamrzají. Podíl vodních ploch v Mongolsku se skládá z 10 procent z ledovců a 84 procent z jezer. V roce 2007 bylo v zemi okolo 260 ledovců o celkové rozloze 660 km2. Celková plocha všech jezer byla 16 003 km2, z toho 83,7 procent je menších než 0,1 km2. V Mongolsku se nachází 3 060 jezer o rozloze větší než 0,1 km2. Největší jezera v zemi jsou Uvs núr s rozlohou 3 350 km2, a Chövsgöl núr s rozlohou 2 760 km2. Chövsgöl núr má průměrnou hloubku 138,5 metrů a objem vody v jezeře je 383,7 km3; obsahuje 74 procenta zásob pitné vody v Mongolsku. Nejdelší řekou v Mongolsku je Orchon gol. Pramení v Changajském pohoří v centrálním Mongolsku.
Známá je poušť Gobi v jižní části Mongolska, která se zasahuje daleko do Číny. Poušť vznikla proto, že Tibetská náhorní plošina zabraňuje putování dešťových mraků na sever. Jedná se o relativně chladnou poušť, která se šíří i v současnosti díky nevhodnému využívání půdy.